# قلندول
قرية قلندول هي إحدى القرى التابعة لمركز ملوى بمحافظة المنيا في جمهورية مصر العربية. حسب إحصاءات سنة 2006، بلغ إجمالي السكان في قلندول 26972 نسمة، منهم 13778 رجلا و13194 امرأة.